# Нетранзитивные кости
Набор игральных костей нетранзитивен, если он состоит из трёх игральных костей A, B и C, для которых результат бросания кости A с вероятностью свыше 50 % больше результата бросания кости B, результат бросания кости B с вероятностью свыше 50 % больше результата бросания кости C, однако утверждение о том, что результат бросания кости A с вероятностью свыше 50 % больше результата бросания кости C, является ошибочным. То есть набор игральных костей нетранзитивен, если для него бинарное отношение «выпадения большего числа с вероятностью более 50 %» не является транзитивным.
Существуют наборы игральных костей с более выраженным свойством, в которых для каждой кости есть другая, при бросании которой с вероятностью более 50 % будет получено большее число.

## Пример

Пример нетранзитивных костей (противоположные грани имеют одинаковые числа).

Примером нетранзитивных костей является следующий набор:
- Кость A с числами на гранях 2, 2, 4, 4, 9, 9.
- Кость B с числами на гранях 1, 1, 6, 6, 8, 8.
- Кость C с числами на гранях 3, 3, 5, 5, 7, 7.

Для этого набора вероятность того, что при бросании A будет получено число, большее чем при бросании B; вероятность того, что при бросании B будет получено число, большее чем при бросании C; а также вероятность того, что при бросании C будет получено число, большее чем при бросании A, одинаковы и составляют 5/9, то есть этот набор является нетранзитивным.
Использование нетранзитивных костей влияет на результат игры со следующими правилами:
1. Первый игрок выбирает игровую кость из набора.
2. Второй игрок выбирает одну из костей, которые остались в наборе после выбора первого игрока.
3. Оба игрока бросают свои кости; выигрывает игрок, у которого выпало большее число.

При использовании транзитивных костей преимущество в игре имеет первый игрок, который может выбрать кость, результат броска которой с вероятностью минимум 50 % будет больше результата броска любой другой кости из набора. В случае же использования набора нетранзитивных костей, приведенного выше, преимущество получает второй игрок, который, независимо от выбора первого игрока, может выбрать из оставшихся костей такую, бросание которой с вероятностью 5/9 превысит результат первого игрока.

## Варианты нетранзитивных костей

### Кости Эфрона
Кости Эфрона — набор из четырёх нетранзитивных костей, изобретенный Брэдли Эфроном.

Кости Эфрона

Четыре кости A, B, C, D имеют на своих гранях следующие числа:
- A: 4, 4, 4, 4, 0, 0
- B: 3, 3, 3, 3, 3, 3
- C: 6, 6, 2, 2, 2, 2
- D: 5, 5, 5, 1, 1, 1

#### Вероятности
Результат броска каждой из кости из набора больше результата бросания следующей кости с вероятностью 2/3:
{\displaystyle P(A>B)=P(B>C)=P(C>D)=P(D>A)={2 \over 3}}
Результат бросания кости B определен заранее; кость A превысит этот результат в 2/3 случаев, поскольку числа на четырёх из шести его граней больше.
Аналогично, кость B превысит результат C с вероятностью 2/3, поскольку у C только на двух гранях числа большие.
P(C>D) согласно результатам составления условных вероятностей двух событий:
- При бросании C выпадает 6 (вероятность 1/3); C дает больший результат, независимо от результата бросания D (вероятность 1)
- При бросании C выпадает 2 (вероятность 2/3); C дает больший результат, за исключением получения 5 при бросании D (вероятность 1/2)

Суммарная вероятность выигрыша C таким образом составляет:
{\displaystyle \left({1 \over 3}\times 1\right)+\left({2 \over 3}\times {1 \over 2}\right)={2 \over 3}}
Аналогичным образом вероятность выигрыша при бросании D по сравнению с бросанием A составляет:
{\displaystyle \left({1 \over 2}\times 1\right)+\left({1 \over 2}\times {1 \over 3}\right)={2 \over 3}}

#### Лучшая кость
Четыре кости из набора Эфрона, впрочем, имеют разные вероятности выигрыша в игре против кости, выбранной случайным образом из оставшихся трех.
Согласно расчетам, выше бросание кости A дает больший результат бросания B в двух третях случаев, впрочем может победить D только в каждом третьем случае. Вероятность же лучшего результата при бросании A по сравнению с бросанием C составляет 4/9 (на A должно выпасть 4 и на C должно выпасть 2). Таким образом общая вероятность получения при бросании A большего числа, чем при бросании другой кости, выбранной случайным образом:
{\displaystyle {1 \over 3}\times \left({2 \over 3}+{1 \over 3}+{4 \over 9}\right)={13 \over 27}}
Аналогично, B побеждает C с вероятностью 2/3 и может победить A в 1/3 случаев. Вероятность кости B дать при бросании результат больший, чем кости D, составляет 1/2 (вероятность выпадения 1 на кубике D). Таким образом вероятность победы B над другой костью из набора:
{\displaystyle {1 \over 3}\times \left({2 \over 3}+{1 \over 3}+{1 \over 2}\right)={1 \over 2}}
Кость C побеждает D в двух третях случаев и имеет вероятность 1/3 выигрыша у кубика B. Вероятность её выигрыша у кубика A составляет 5/9. Совокупная вероятность победы C над выбранным случайным образом «соперником»:
{\displaystyle {1 \over 3}\times \left({2 \over 3}+{1 \over 3}+{5 \over 9}\right)={14 \over 27}}
Наконец D в 2/3 случаев побеждает A и в 1/3 случаев побеждает C. Вероятность, что результат броска этой кости превысит результат бросания B составляет 1/2 (вероятность выпадения 5 на D). Поэтому D даст результат, больший, чем у выбранной случайным образом кости с вероятностью:
{\displaystyle {1 \over 3}\times \left({2 \over 3}+{1 \over 3}+{1 \over 2}\right)={1 \over 2}}
Таким образом, кость C является наилучшей из набора с точки зрения вероятности выпадения числа, большего чем результат бросания любой другой кости из набора. Для неё такая вероятность составляет 0,5185. Кость C также характеризуется наибольшим математическим ожиданием результата бросания — 3+1⁄3 (для A оно составляет 2+2⁄3, а для B и D равно 3).

#### Варианты с одинаковыми суммами чисел
Как отмечалось выше, кости Эфрона характеризуются различными математическими ожиданиями результатов бросания, то есть, по сути, разными суммами чисел, нанесенными на их грани. Для A такая сумма составляет 16, в то время как для B и D 18, а для C 20. Поскольку нетранзитивность набора костей зависит от относительной величины чисел на их гранях, а не от их абсолютной величины, можно подобрать такие варианты чисел, для которых при неизменных вероятностях победы при бросании суммы чисел на гранях костей (а так и математическое ожидание результатов их бросания) будут одинаковыми. Примерами таких вариантов являются:
- A: 6, 6, 6, 6, 0, 0
- B: 4, 4, 4, 4, 4, 4
- C: 8, 8, 2, 2, 2, 2
- D: 7, 7, 7, 1, 1, 1

или
- A: 7, 7, 7, 7, 1, 1
- B: 5, 5, 5, 5, 5, 5
- C: 9, 9, 3, 3, 3, 3
- D: 8, 8, 8, 2, 2, 2

Указанные варианты костей иллюстрируют важность характеристик распределения вероятностей при сравнении случайных величин, поскольку являются примерами наборов величин, которые имеют одинаковые математические ожидания, однако существенно отличаются по результатам «игры» с их использованием.

### Кости с числами от 1 до 24
Набор из четырёх кубиков, на гранях которых размещены все целые числа с 1 по 24, может быть нетранзитивным. При этом в каждой паре соседних кубиков бросание одного из них дает результат, больший результата броска другого, с вероятностью близкой к 2/3.
В игре на наибольшее число при бросании костей с большей вероятностью B побеждает A, C побеждает B, D побеждает C, а A побеждает D.
- A: 1, 2, 16, 17, 18, 19
- B: 3, 4, 5, 20, 21, 22
- C: 6, 7, 8, 9, 23, 24
- D: 10, 11, 12, 13, 14, 15

#### Отношение к костям Ефрона
Кости с числами от 1 до 24 по сути является аналогом костей Эфрона, поскольку с точки зрения относительного результата бросание пары костей на каждом из них каждое из последовательных чисел может быть заменено на наименьшее среди них. Если после такой замены числа, что остались на всех костях, проранжировать и изменить на соответствующий ранг (от 0 до 6), то получатся кости Эфрона.
- A: 1, 2, 16, 17, 18, 19 -> 1, 1, 16, 16, 16, 16 -> 0, 0, 4, 4, 4, 4
- B: 3, 4, 5, 20, 21, 22 -> 3, 3, 3, 20, 20, 20 -> 1, 1, 1, 5, 5, 5
- C: 6, 7, 8, 9, 23, 24 -> 6, 6, 6, 6, 23, 23 -> 2, 2, 2, 2, 6, 6
- D: 10, 11, 12, 13, 14, 15 -> 10, 10, 10, 10, 10, 10 -> 3, 3, 3, 3, 3, 3

### Кости Miwin

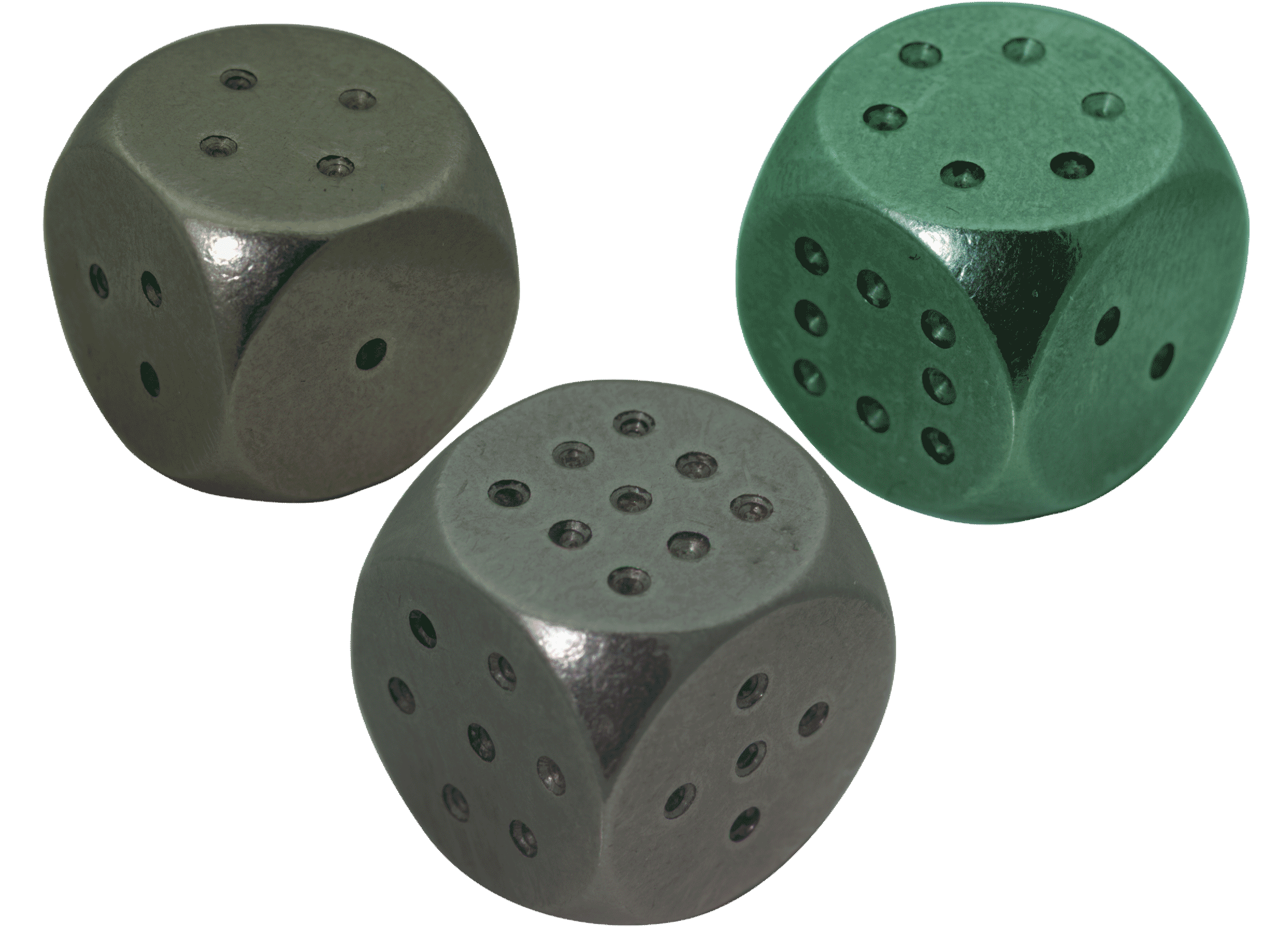
Кости Miwin

Кости Miwin были изобретены в 1975 году немецким физиком Михаэлем Винкельманом (нем. Michael Winkelmann) и получили своё название от сокращения его имени и фамилии. Суммы чисел на противоположных гранях каждой кости - 9, 10 и 11. Соответственно, общая сумма очков на каждой кости равна 30.
Первый набор костей Miwin состоит из трех костей: III, IV и V (названы по сумме двух наименьших чисел на каждом):
- Кость III с числами на гранях: 1, 2, 5, 6, 7, 9
- Кость IV с числами на гранях: 1, 3, 4, 5, 8, 9
- Кость V с числами на гранях: 2, 3, 4, 6, 7, 8

При этом:
- вероятность, что кость III при бросании даст число, больше чем IV, составляет 17/36
- вероятность, что кость IV при бросании даст число, больше чем V, составляет 17/36
- вероятность, что кость V при бросании даст число, больше чем III, составляет 17/36

Существует ещё три набора костей Miwin с другими комбинациями чисел.

### Набор с минимальными отличиями от стандартных костей
Следующий нетранзитивный набор игральных костей имеет лишь незначительные отличия от стандартных кубиков с числами от 1 до 6:
- подобно стандартным костям сумма чисел на всех гранях составляет 21
- подобно стандартным костям используются только числа от 1 до 6
- грани с одинаковыми числами на каждой из костей встречаются не чаще двух раз
- только две грани имеют числа, отличные от стандартной игральной кости:
  - A: 1, 1, 3, 5, 5, 6
  - B: 2, 3, 3, 4, 4, 5
  - C: 1, 2, 2, 4, 6, 6

Аналогично костям Miwin вероятность «выигрыша» кости A против B (или B против C, C против A) составляет 17/36. В то же время вероятность ничьей составляет 4/36, поэтому проигрыш возможен лишь в 15 случаях из 36.

## Нетранзитивные додекаэдры
Аналогично нетранзитивным шестигранным игральным костям (кубиков) существуют наборы додекаэдров, двенадцатигранных игральных костей, которые также связаны нетранзитивными отношениями относительно выпадения большего числа.
Самые известные игровые нетранзитивные додекаэдры также имеют авторство Михаэля Винкельмана и следующие характеристики:
- Сумма чисел на всех гранях каждого додекаэдра составляет 114.
- Числа на гранях каждого конкретного додекаэдра уникальны (не повторяются).
- Шансы на победу каждого из додекаэдров Miwin в игре на большее число против следующего в наборе додекаэдра составляют для первого набора 35:34, а для второго набора 71:67.

| D III | 1 | 2 | 5 | 6 | 7 | 9 | 10 | 11 | 14 | 15 | 16 | 18 |
| D IV  | 1 | 3 | 4 | 5 | 8 | 9 | 10 | 12 | 13 | 14 | 17 | 18 |
| D V   | 2 | 3 | 4 | 6 | 7 | 8 | 11 | 12 | 13 | 15 | 16 | 17 |

|  |  |  |

| D VI   | 1 | 2 | 3 | 4 | 9 | 10 | 11 | 12 | 13 | 14 | 17 | 18 |
| D VII  | 1 | 2 | 5 | 6 | 7 | 8  | 9  | 10 | 15 | 16 | 17 | 18 |
| D VIII | 3 | 4 | 5 | 6 | 7 | 8  | 11 | 12 | 13 | 14 | 15 | 16 |

|  |  |  |

### Нетранзитивные додекаэдры с простыми числами
Существуют нетранзитивные наборы додекаэдров, на каждом из которых числа не повторяются и являются простыми.
Шансы на победу каждого додекаэдра из нетранзитивных наборов Miwin в игре на больше число против следующего в наборе додекаэдра составляют 35:34.
Набор 1: Сумма чисел 564.
Набор 2: Сумма чисел 468.
| PD 1 | 7  | 11 | 19 | 23 | 29 | 37 | 43 | 47 | 53 | 61 | 67 | 71 |
| PD 2 | 7  | 13 | 17 | 19 | 31 | 37 | 41 | 43 | 59 | 61 | 67 | 73 |
| PD 3 | 11 | 13 | 17 | 23 | 29 | 31 | 41 | 47 | 53 | 59 | 71 | 73 |

|  |  |  |

## Метанетранзитивные кости (метакости)
Три и более набора костей, в каждом из которых кости образуют свой нетранзитивный круг, а отношения между  самими наборами тоже нетранзитивны. Пример - метанетранзитивные кости   А.В.Лебедева.